# Renato Cialente
Renato Cialente (Treviglio, 2 febbraio 1897 – Roma, 25 novembre 1943) è stato un attore italiano.

## Biografia
Fratello della scrittrice Fausta Cialente, si distinse come interprete attento e misurato, mai al di sopra delle righe e in possesso di solida cultura. Iniziò la sua carriera con Ermete Zacconi, portando in scena i grandi classici, e passò successivamente nella non meno prestigiosa compagnia di Annibale Betrone per recitare, al termine della prima guerra mondiale, nella compagnia di Tatiana Pavlova accanto alla quale, nel decennio successivo, interpretò ruoli importanti in testi classici e di teatro contemporaneo.
All'inizio degli anni trenta iniziò anche l'attività di doppiatore presso la Fono Roma, dove tra l'altro curerà il doppiaggio di Humphrey Bogart nei primi film giunti in Italia. Nel 1934 fondò una compagnia con Elsa Merlini, conosciuta l'anno prima durante la lavorazione del film Paprika, che diventerà anche sua compagna nella vita. Con la Merlini-Cialente affronterà un repertorio di teatro moderno, tra cui si ricorda una memorabile edizione di Piccola città di Thornton Wilder (nel 1939), ma anche testi di autori classici come Luigi Pirandello e Rosso di San Secondo. Nel 1938 ebbe anche un intermezzo professionale con Andreina Pagnani: interpretò testi di Sem Benelli ed una bellissima edizione de Il viaggio, di Henri Bernstein.
Fu molto attivo nel cinema sin dal 1927, divenendo uno degli attori più popolari degli anni trenta, ma nel 1943 un incidente stradale a Roma pose fine alla sua vita, quando, all'uscita dal Teatro Argentina in cui aveva recitato la sua ultima parte (quella del barone ne L'albergo dei poveri di Gor'kij), un camion militare tedesco con un gancio sporgente lo agganciò per la cintura dell'impermeabile trascinandolo per centinaia di metri, nonostante il tentativo di avvisare il guidatore fatto da Pietro Sharoff, a capo della compagnia teatrale. Cialente aveva 46 anni. Il 18 dicembre 1943 presso il Teatro Argentina venne organizzato un tributo in suo onore, con un ricordo da parte di Gherardo Gherardi e la rappresentazione di Goldoni e le sue sedici commedie di Paolo Ferrari.
Ha svolto anche l'attività di doppiatore, avendo sostituito la voce di Humphrey Bogart ne La foresta pietrificata, Ali sulla Cina e L'isola della furia.

## Filmografia
- La bellezza del mondo, regia di Mario Almirante (1927)
- La ragazza dal livido azzurro, regia di Emmerich Wojtek Emo (1933)
- La maestrina, regia di Guido Brignone (1933)
- Paprika, regia di Carl Boese (1933)
- Melodramma, regia di Giorgio Simonelli (1934)
- L'impiegata di papà, regia di Alessandro Blasetti (1934)
- Lisetta, regia di Carl Boese (1934)
- Amo te sola, regia di Mario Mattoli (1935)
- L'albero di Adamo, regia di Mario Bonnard (1936)
- Le due madri, regia di Amleto Palermi (1938)
- Pietro Micca, regia di Aldo Vergano (1938)
- Lotte nell'ombra, regia di Domenico Gambino (1939)
- Traversata nera, regia di Domenico Gambino (1939)
- Mille lire al mese, regia di Max Neufeld (1939)
- Il sogno di Butterfly, regia di Carmine Gallone (1939)
- Due occhi per non vedere, regia di Gennaro Righelli (1939)
- La fuggitiva, regia di Piero Ballerini (1941)
- Piccolo mondo antico, regia di Mario Soldati (1941)
- L'ultimo ballo, regia di Camillo Mastrocinque (1941)
- Un colpo di pistola, regia di Renato Castellani (1942)
- Gioco pericoloso, regia di Nunzio Malasomma (1942)
- Una notte dopo l'opera, regia di Nicola Manzari e Nicola Fausto Neroni (1942)
- La regina di Navarra, regia di Carmine Gallone (1942)
- La morte civile, regia di Ferdinando Maria Poggioli (1942)
- La contessa di Castiglione, regia di Flavio Calzavara (1942)
- Maria Malibran, regia di Guido Brignone (1943)
- Grattacieli, regia di Guglielmo Giannini (1943)
- Non mi muovo!, regia di Giorgio Simonelli (1943)
- T'amerò sempre, regia di Mario Camerini (1943)
- Sant'Elena, piccola isola, regia di Umberto Scarpelli e Renato Simoni (1943)
- Una piccola moglie, regia di Giorgio Bianchi (1943)
- Addio, amore!, regia di Gianni Franciolini (1943)